# ماهیچه نزدیک‌کننده کوتاه
ماهیچه نزدیک‌کننده کوتاه یا عضله اداکتور برویس (انگلیسی: Adductor brevis muscle) از ماهیچه‌های ران پا است که درست در عمق ماهیچه شانه‌ای (پکتینئوس) و ماهیچه نزدیک‌کننده دراز (اداکتور لونگوس) واقع شده‌است. کارکرد اصلی آن کشیدن ران به سمت داخل یا همان نزدیک‌کِشی (آداکشن) ران و کمک به حرکت خمش (فلکشن) و چرخش خارجی ران است.
سر ثابت آن سطح قدامی استخوان شرمگاهی، سر متحرکش بخش بالایی خط خشن استخوان ران و عصب‌گیری‌اش از عصب سدادی قدامی است.
ماهیچه نزدیک‌کننده کوتاه و بقیه گروه عضلانی نزدیک‌کننده (اداکتور) برای تثبیت حرکات چپ به راست تنه، هنگام ایستادن روی هر دو پا، یا برای ایجاد تعادل در هنگام ایستادن روی سطح متحرک استفاده می‌شود. گروه عضلانی نزدیک‌کننده با فشار دادن ران‌ها به هم برای اسب‌سواری و لگد زدن با قسمت داخلی پا در فوتبال یا شنا استفاده می‌شود. آن‌ها همچنین به خم شدن ران در هنگام دویدن یا در برابر مقاومت (چُنبَک زدن، پریدن، و غیره) کمک می‌کنند.

## ساختار
شکل آن تا حدودی مثلثی است و خاستگاه باریکی از سطوح بیرونی بدنه شرمگاهی و شاخه تحتانی شرمگاهی دارد، بین ماهیچه نواری (گراسیلیس) و ماهیچه سدادی (اُبتوراتور) بیرونی. ماهیچه نزدیک‌کننده کوتاه به شکل مثلثی گشاد می‌شود و در قسمت فوقانی خط خشن، درست در جانب پیوندگاه ماهیچه شانه‌ای و بالای ماهیچه نزدیک‌کننده دراز اتصال پیدا می‌کند.

### ارتباط‌ها
ماهیچه نزدیک‌کننده کوتاه از نظر سطح قدامی با ماهیچه شانه‌ای، ماهیچه نزدیک‌کننده دراز و شاخه‌های قدامی سرخرگ سِدادی، سیاهرگ سدادی و عصب سدادی در ارتباط است.
این ماهیچه توسط سطح خلفی خود با ماهیچه نزدیک‌کننده بزرگ و شاخه‌های خلفی سرخرگ سِدادی، سیاهرگ سدادی و عصب سدادی ارتباط دارد.
ماهیچه نزدیک‌کننده کوتاه با مرز بیرونی خود با ماهیچه سدادی بیرونی و ماهیچه تهیگاهی‌مازویی (ایلیوسوآس) و با مرز داخلی خود با ماهیچه نواری و ماهیچه نزدیک‌کننده بزرگ (اداکتور مگنوس) مرتبط است. در نزدیکی محل ورود خود توسط سرخرگ سوراخ‌کننده میانی سوراخ می‌شود.

### عصب‌دهی
ماهیچه نزدیک‌کننده کوتاه به دو صورت توسط شاخه‌های قدامی و خلفی عصب سدادی عصب‌دهی می‌شود.